# 拉達利夫卡
49°33′29″N 33°28′40″E / 49.55806°N 33.47778°E
拉達利夫卡（烏克蘭語：Радалівка），是烏克蘭中部的村莊，隸屬波爾塔瓦州的克雷門丘克區。該村處於霍羅爾河右岸，分別距離比利亞基2.5公里和魯達3公里，面積3.3平方公里，海拔高度84米，2001年人口644。